# Sedum praealtum
Sedum praealtum là một loài thực vật có hoa trong họ Crassulaceae. Loài này được A.DC. miêu tả khoa học đầu tiên năm 1847.